# María Belén Juste
María Belén Juste Picón (Madrid, 29 de diciembre de 1958) es una empresaria y política española. Fue Consejera de Industria, Comercio e Innovación (2007-2009) y de Turismo (2009-2011) de la Generalidad Valenciana.
Con una dilatada experiencia en el mundo empresarial tanto público como privado, Belén Juste asumió la dirección general de la Feria de Valencia en el año 2000, cargo que ostentó hasta 2006, impulsando la ampliación de las instalaciones del recinto. En 2007 fue requerida por el presidente de la Generalidad Valenciana Francisco Camps para dirigir la Consejería de Industria, Comercio e Innovación y dos años más tarde, en 2009 fue nombrada Consejera de Turismo de la Generalidad Valenciana, dejando el cargo en 2011. Fue en las listas del PP por la circunscripción electoral de Valencia en las elecciones generales de 2011 y obtuvo el acta de diputada.